# Павутинник облямований
 
Павутинник облямований, павутинник браслетчатий, павутинник червоний, приболотник (Cortinarius armillatus) — вид грибів роду павутинник (Cortinarius). Сучасну біномінальну назву надано у 1838 році.

## Будова

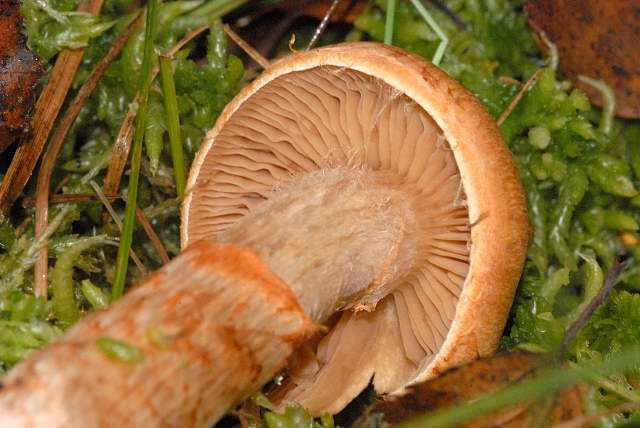
Гриб із залишками кортіни

Великий м'ясистий гриб з дзвоникоподібною червоно-коричневою чи жовто-коричневою шапинкою 8-12 см зі злегка шовковистою поверхнею. Пластини блідо-коричневі з білою кортиною, що лишає білу смугу на верхушці ніжки. Ніжка з потовщеною основою висотою 12 см має несиметрично-розподілені діагональні смуги, які є залишком покривала. Спори іржаво-коричневі.

## Життєвий цикл
Плодоносить у серпні-жовтні.

## Поширення та середовище існування
Росте під березою на кислих ґрунтах біля боліт.

## Практичне використання
Їстівний гриб. Схожий на інші смертельно-отруйні види павутинників з різнокольоровими шапинками та іржаво-коричневими спорами. У тілі цього виду також знайдений отруйний орелланін проте у значно меншій кількості.